# Gastronomia de Portugal
A alimentação portuguesa, ainda que esteja restrita a um espaço geográfico relativamente pequeno, mostra influências atlânticas e também mediterrânicas (incluindo-se na chamada “dieta mediterrânica”), como é visível na quantidade de peixe consumida tradicionalmente. Muito mudou desde que Estrabão se referiu aos Lusitanos como um povo que se alimentava de bolotas. A base da gastronomia mediterrânica, assente na trilogia do pão, vinho e azeite, repete-se em todo o território nacional, acrescentando-se-lhe os produtos hortícolas, como em variadas sopas, e os frutos frescos. A carne e as vísceras, principalmente de porco, compõem também um conjunto de pratos e petiscos regionais, onde sobressaem os presuntos e os enchidos. Com o advento das descobertas marítimas, a culinária portuguesa rapidamente integrou o uso de especiarias, do açúcar, além de outros produtos, como o feijão e a batata, que foram adotados como produtos essenciais. Note-se que a variedade de pratos regionais se verifica mesmo em áreas restritas. Duas cidades vizinhas podem apresentar, sob o mesmo nome, pratos que podem diferir bastante na forma de confecção, ainda que partilhem a mesma receita de base. As generalizações nem sempre estão correctas: as diversas culinárias regionais variam muito na mesma região.

## A dieta mediterrânica
Ver artigo principal: Dieta mediterrânica

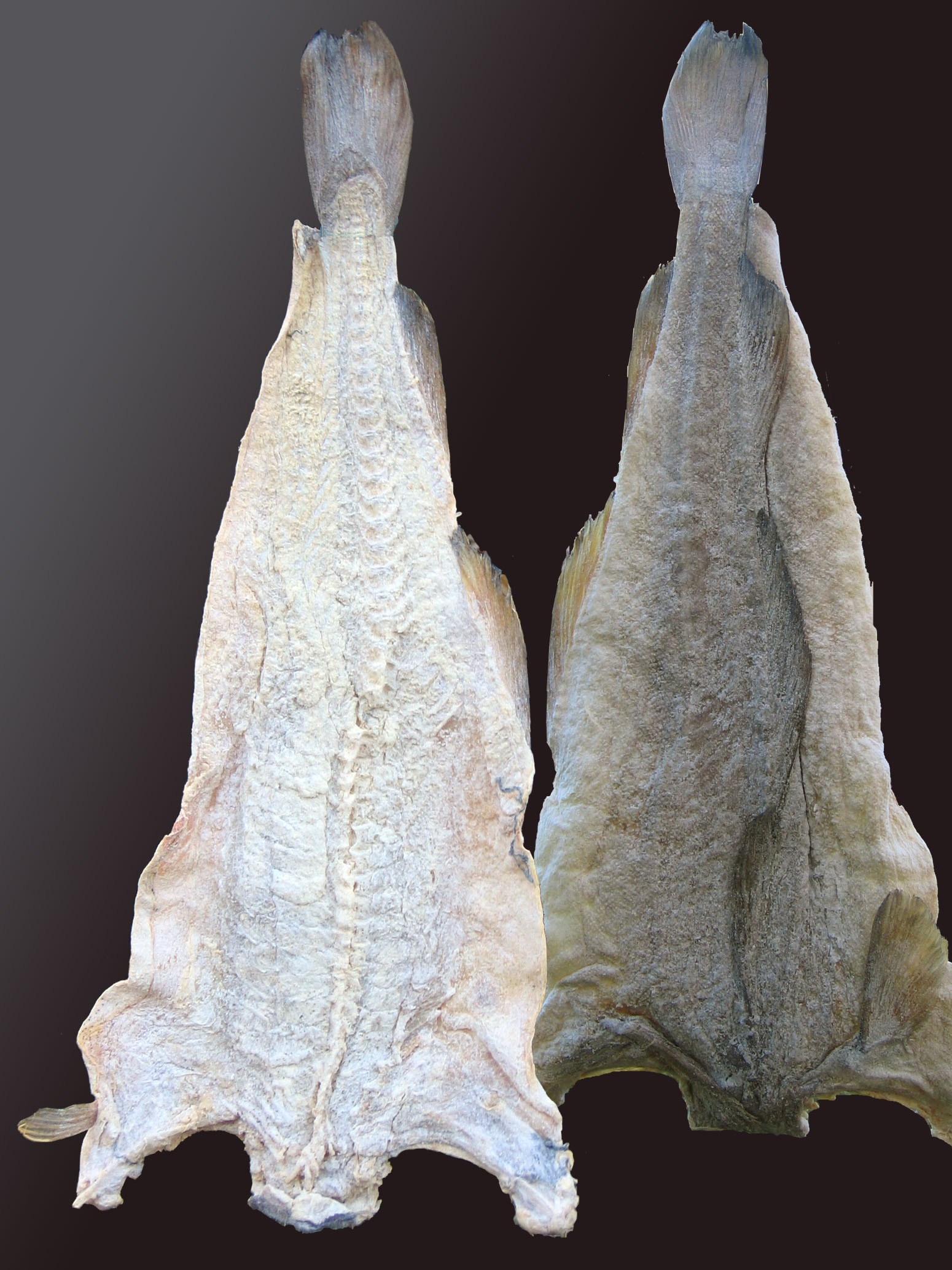
O bacalhau, introduzido na alimentação desde as viagens portuguesas do século XIV, era adequado às necessidades da época, como produto de fácil conservação.

Após o 25 de Abril de 1974, alguns dietistas portugueses resolveram criar um esquema que resumisse as virtudes nutricionais da tradicional dieta mediterrânica. Elaborou-se uma nova versão deste esquema, a Roda dos Alimentos que mantinha, contudo, a proporção e variedade de alimentos conotados com este tipo de alimentação.
Com a adopção em Portugal da nova pirâmide dos alimentos, divulgada pela Organização Mundial da Saúde, a chamada dieta mediterrânica ganha ainda mais destaque. Estudos diversos parecem indicar que Portugal é o país "mediterrânico" que menos alterou os seus hábitos alimentares tradicionais.

## O pão

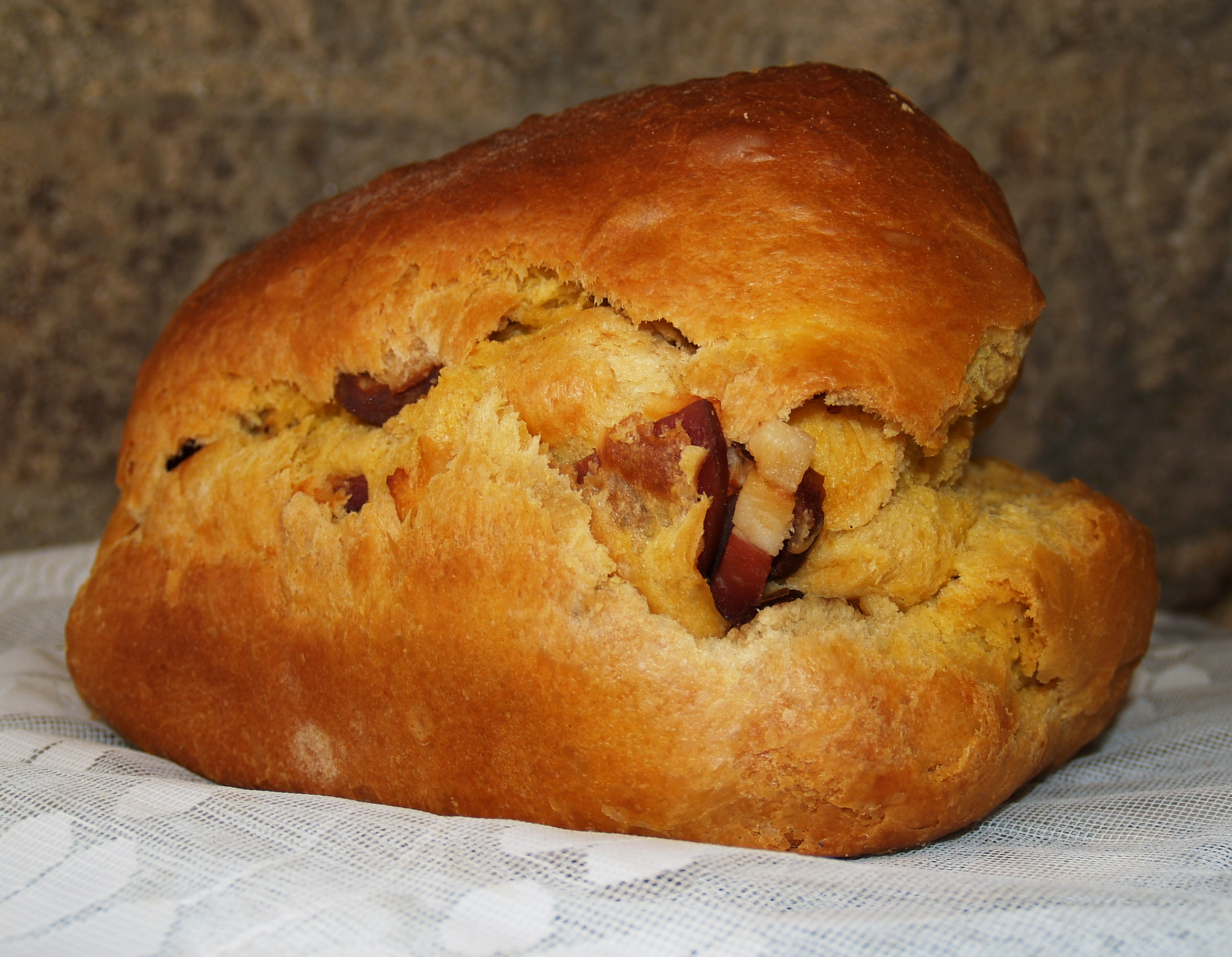
Folar de Chaves

O pão é, sem dúvida, um dos alimentos base da alimentação portuguesa. Existe em diversas formas ao longo do território nacional, não se limitando ao pão de trigo, de que o pão alentejano é talvez o mais representativo, existindo também a broa de milho, típica do Norte de Portugal, ainda que apreciada em todo o país, o pão de centeio (por exemplo, da Serra da Estrela), etc. O pão alentejano, geralmente de grandes dimensões (pão de quilo) e com miolo compacto, é pensado para durar mais do que um dia (algumas variedades são ainda mais apreciadas no dia seguinte à cozedura) e é utilizado em diversos pratos como as açordas e as migas à alentejana.

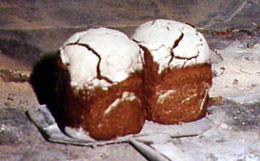
Broa de Avintes a sair do forno de lenha.

Fora do Alentejo, continua a utilizar-se pão para outros pratos, como o torricado (um pão grande, torrado com azeite e que é servido como acompanhamento, próprio do centro do país), o bacalhau espiritual, diversos ensopados e, entre os doces, as rabanadas ou fatias-paridas, os mexidos, etc. Note-se que o doce conventual alentejano designado como pão de rala não leva pão na sua confecção.
No norte de Portugal, junto ao Porto, é célebre a designada vulgarmente "broa de Avintes". Existem outras espécies de pão, como a fogaça, a rosca (o pão vulgarmente utilizado no norte, ao Domingo, dia em que o padeiro não vai levar o pão a casa), as “caralhotas” de Almeirim (pães redondos e de tamanho médio, especialmente apreciados quando acabados de sair do forno), o pão-com-chouriço (frequente em feiras e festas, onde é consumido quente, cozendo no forno com o chouriço já no seu interior), os folares (próprios da Páscoa) e outros. No norte de Portugal, há ainda a referir as "bolas" (lê-se "bôlas") que tanto podem significar grandes pães com carne misturada (em Trás-os-Montes) ou pães baixos, redondos e compactos servidos com sardinhas ou carne (como acontece em algumas partes do Minho). Um exemplo dessas "bôlas" é o Folar de Chaves.

## O azeite

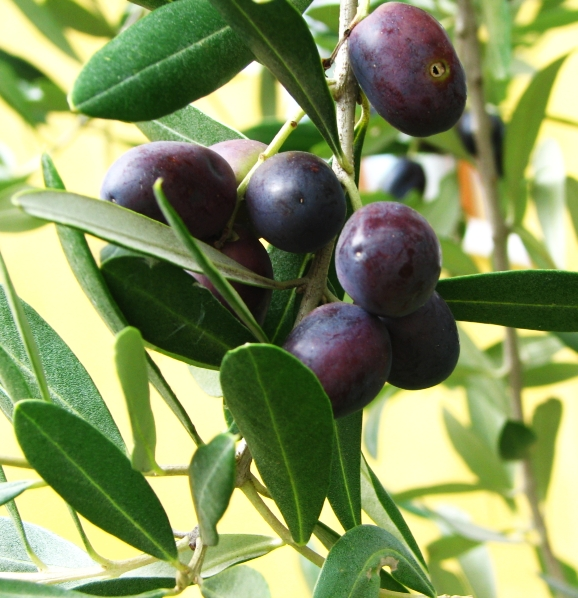
Azeitonas na oliveira, base do Azeite

O azeite é o alimento indicado para a dieta dos Portugueses, principalmente utilizado como condimento nas sopas de legumes, nas migas à moda da beira (em que se misturam feijões, couve e pão de milho), no bacalhau assado, onde é acompanhado com bastante alho, etc. Mesmo na doçaria, o azeite também se faz presente, como em alguns bolos, principalmente alentejanos, mas também em diversas "broas de azeite". As batatas cozidas, servidas juntamente com diversos pratos, como peixes grelhados, são geralmente regadas com azeite, um golpe de vinagre, salsa e cebola picada.
Grande parte dos pratos começam por ser preparados a partir de um refogado de cebola e/ou alho, mais ou menos puxado (mais ou menos escuro), em azeite.

## O vinho

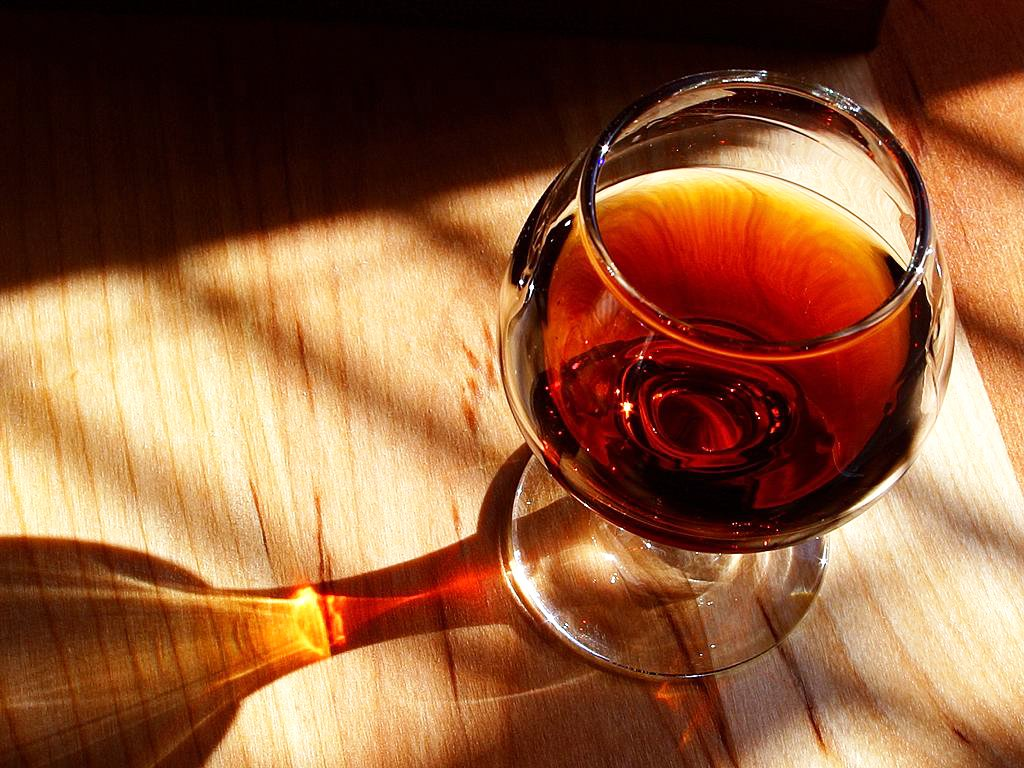
Vinho do Porto.

Portugal orgulha-se especialmente dos seus vinhos que também apresentam uma grande variedade, consoante a região onde são produzidos. Os vinhos generosos, de alto teor alcoólico e sabor geralmente doce (mas nem sempre) incluem o vinho do Porto, o vinho da Madeira, o vinho de Carcavelos, o moscatel de Setúbal, entre outras variedades, como os vinhos “abafados”, em que o mosto não chega a fermentar porque é diluído em aguardente.
As regiões produtoras de vinho mais afamadas são Douro, Alentejo, e o Dão, ainda que mereçam referência as regiões Terras do Sado, Bairrada ou Bucelas.
No Minho existe a região demarcada do vinho verde, que se bebe jovem e fresco. O vinho verde não é um tipo específico de vinho branco. De facto, existe vinho verde tinto (o que é, aliás, mais consumido no Minho), vinho verde rosado e vinho verde branco.

## Sopas e cozidos

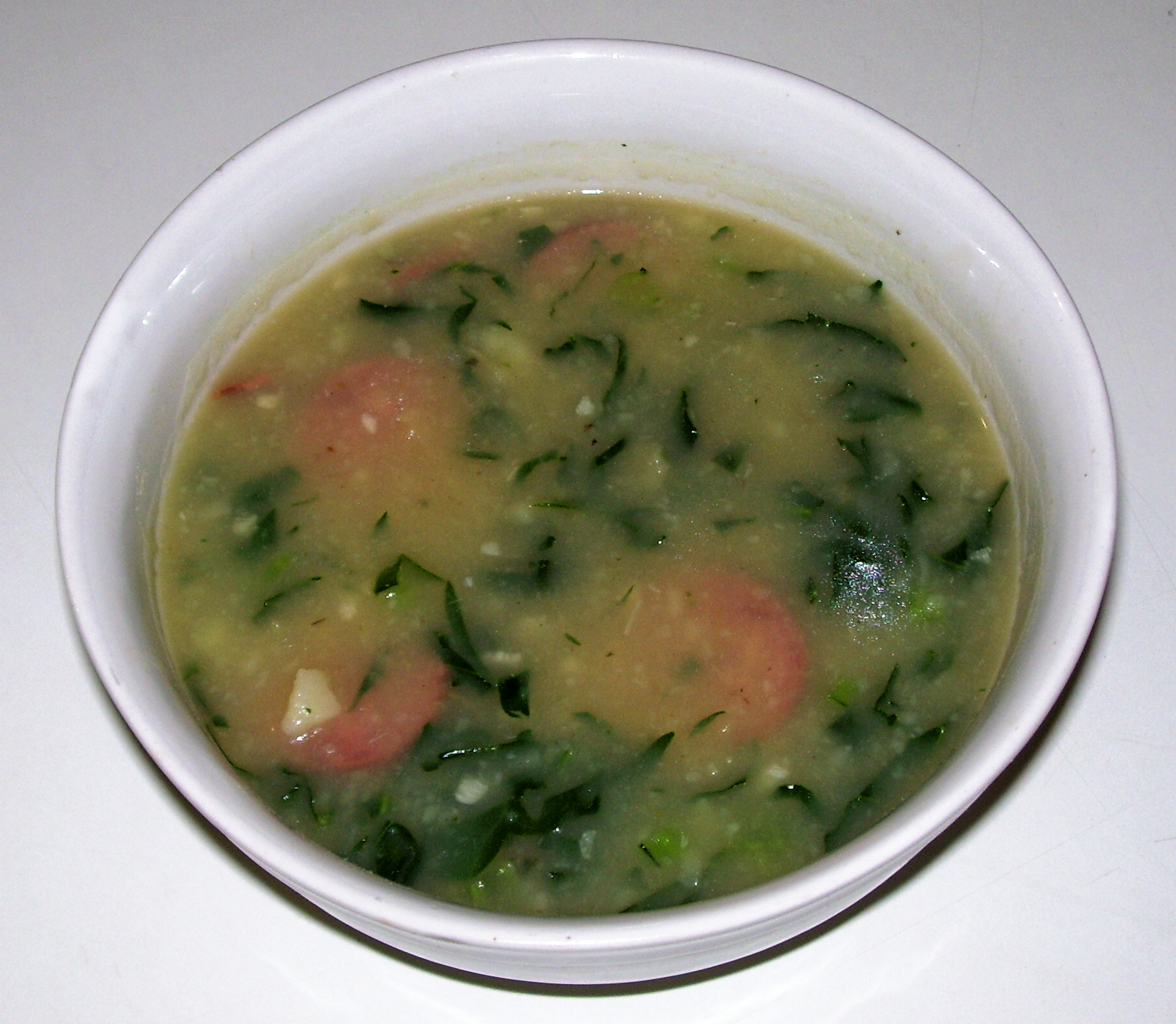
Caldo verde

Os produtos hortícolas são muito utilizados para diversos fins: saladas, sopas de legumes, cozidos, etc.
O caldo verde, a sopa nacional por excelência, é composta por puré de batata e couve-galega cortada em tiras muito finas da couve. É comum acompanhar o caldo verde com rodelas de chouriço. Note-se que na região do Alentejo dá-se outro significado à palavra “sopas” que são, nessa acepção, semelhantes às açordas – pedaços de pão num meio líquido aromatizado, que acompanha outros ingredientes, geralmente ovos, carne, ou peixe. Peculiar ao Sul também, existem as sopas frias, como o gaspacho (influência da Andaluzia), as “picadas” (pepino picado com água fria, sal, vinagre e azeite), além de diversas sopas de legumes. Estas costumam resultar da adição de legumes (nabiças, couve, espinafres, etc) a uma base de puré mais ou menos espesso (consoante os gostos) de batata, cenoura e, eventualmente, cebola.
No resto do país as sopas são sempre quentes e podem constituir uma refeição completa, com pão. Das mais difundidas são a sopa da Beira, sopa de castanhas, sopa da pedra; entre muitas outras.

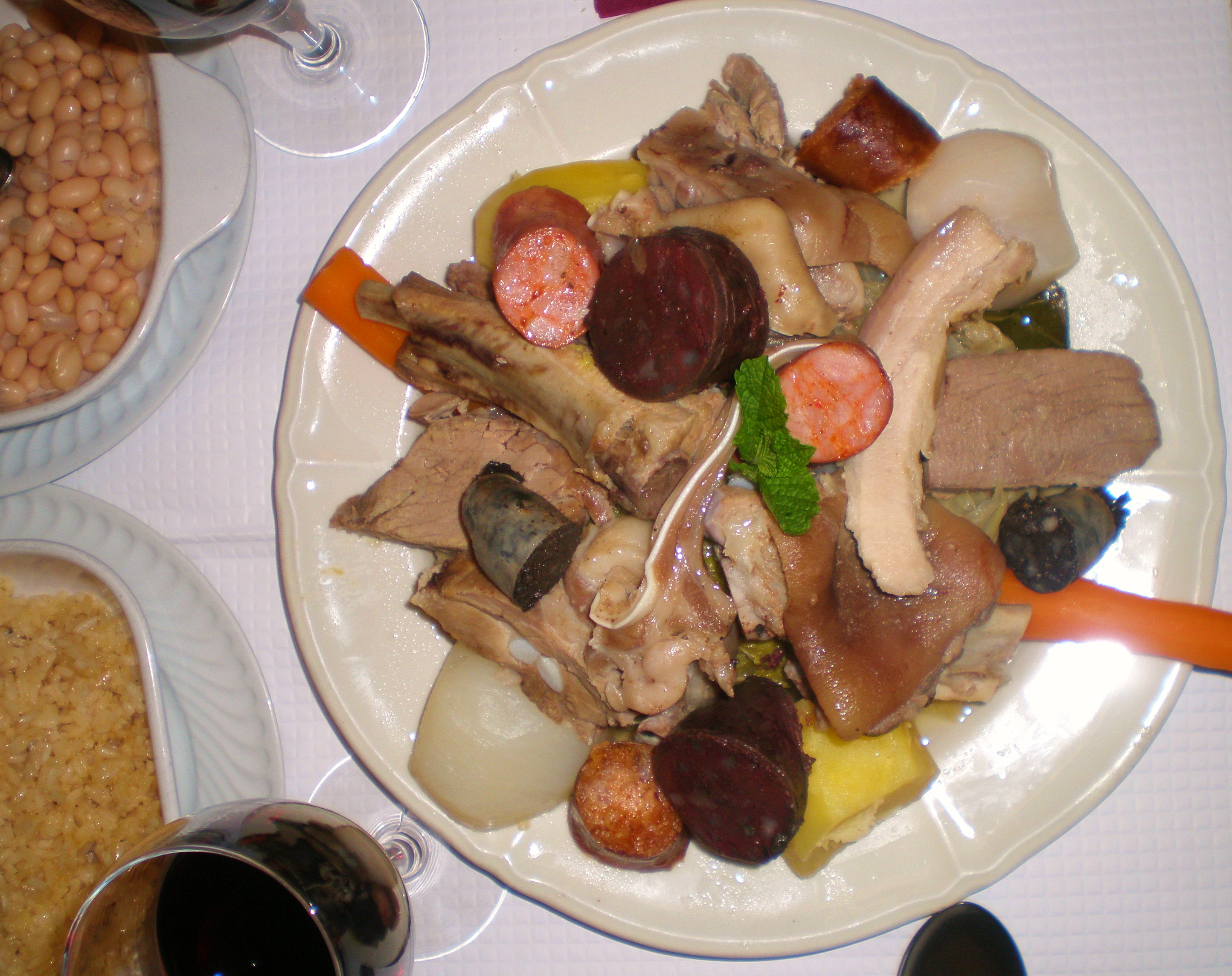
Cozido à portuguesa tradicional e seus acompanhamentos.

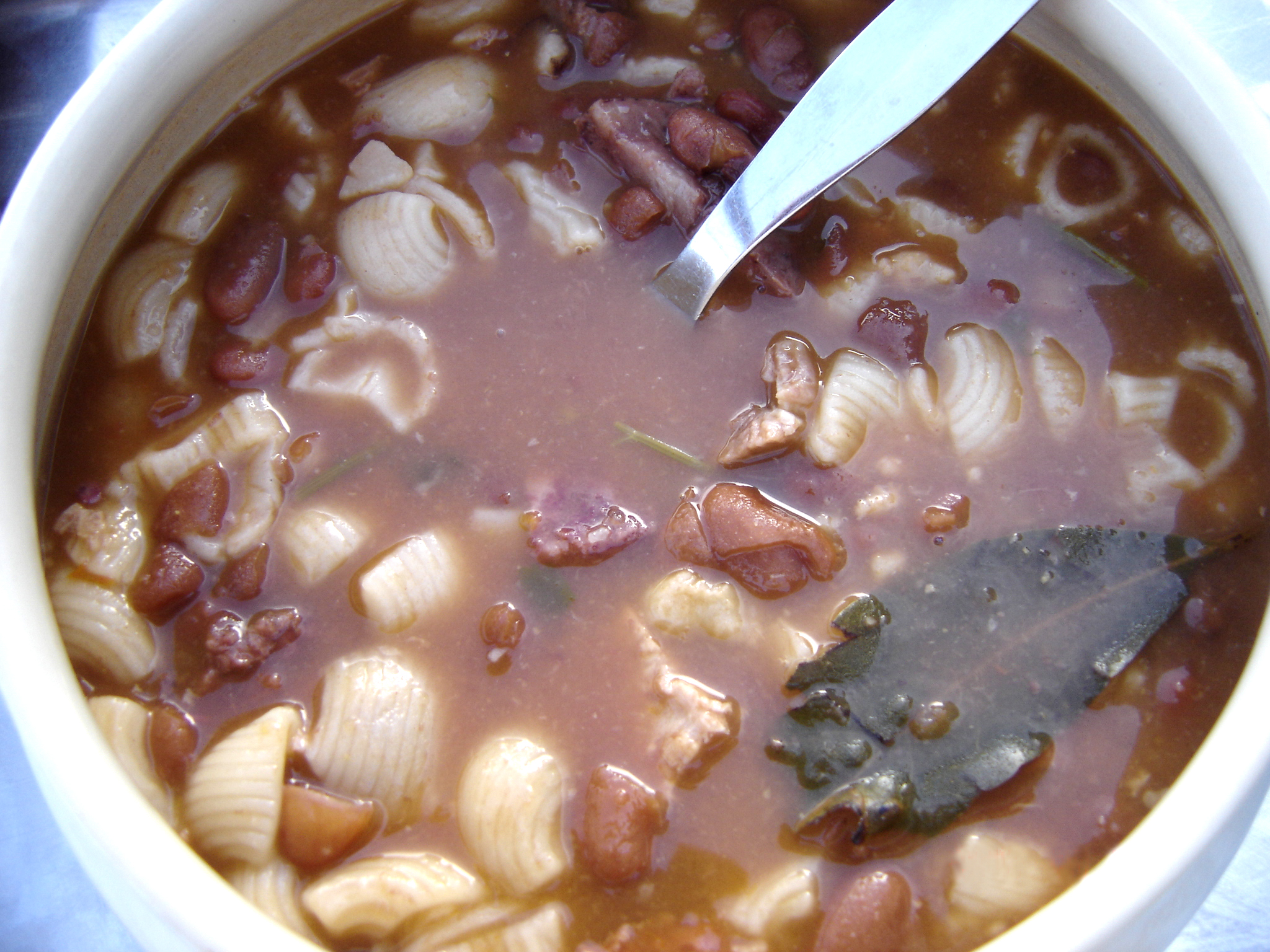
Sopa da Pedra

O cozido à portuguesa, considerado como o prato nacional, é composto por uma grande diversidade de ingredientes cozidos em água abundante – as receitas variam muito de local para local, havendo muitas que reclamam ser mais legítimas que outras.
Contudo, é costume referir como ingredientes mais utilizados as diversas qualidades de couve (couve-galega, couve-lombarda, tronchuda, etc), batatas, feijão, cabeças de nabo, cenoura, enchidos (chouriço, farinheira, morcela, etc.), outras carnes, geralmente de porco, e, por vezes, adições de carnes de frango ou galinha.
As saladas mais confeccionadas são as de alface e de tomate. É curioso notar que existe, em algumas regiões do país, uma certa confusão na linguagem popular entre os termos que designam alface e salada, como se ambos se referissem à mesma coisa. A salada de tomate costuma ser aromatizada com orégãos.

## Enchidos

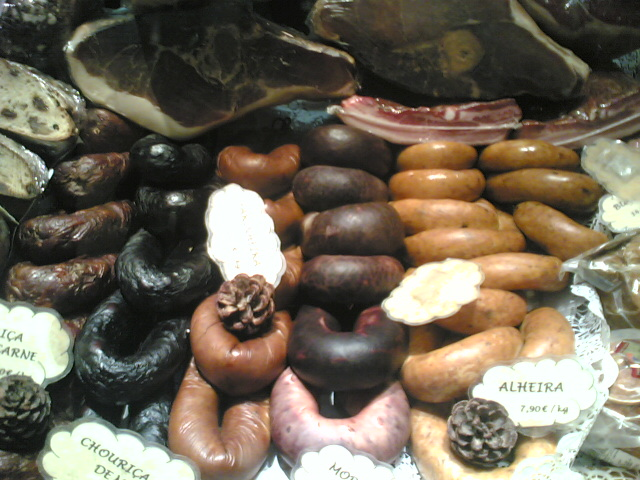
Uma montra de enchidos portugueses.

Alguns produtos e enchidos portugueses fazem parte de uma lista restrita que a Comissão Europeia atribuiu a menção de Denominação de Origem Protegida nomeadamente, para a zona de Estremoz e Borba, tais como, a Paia de Toucinho, o Chouriço de Carne, a Paia de Lombo, a Morcela, os Maranhos, o Chouriço grosso.
No Nordeste de Portugal, a criatividade popular permitiu a confecção de enchidos à base de pão e carne de galinha, denominadas alheiras. Foram criadas como forma de reação por parte dos judeus Portugueses no século XVI, ao dilema de não lhes ser permitido comer carne de porco por motivos religiosos e o imperativo de dar entender que se tinham convertido ao cristianismo.

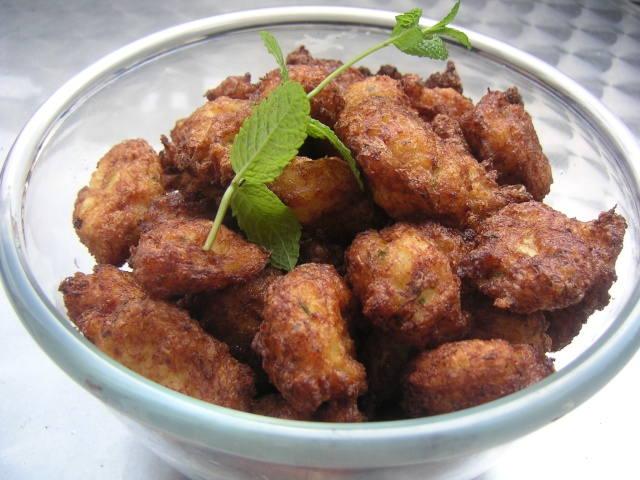
Bolinhos de bacalhau caseiros.

## Temperos
Em termos gerais, é no sul que se usam mais as ervas aromáticas. Enquanto que no norte de Portugal se usa quase exclusivamente a salsa, o louro, a cebola e o alho, no sul, especialmente no Alentejo, utilizam-se os coentros, as mentas (hortelã, poejo, etc), os orégãos, o alecrim, etc..
Desde que Vasco da Gama descobriu o caminho marítimo para a Índia que os Portugueses utilizam a pimenta (designada no Brasil como pimenta-do-reino), a noz-moscada, o cravinho-da-índia, o açafrão, etc.. A doçaria regional faz uso abundante da canela.

## Peixe e marisco

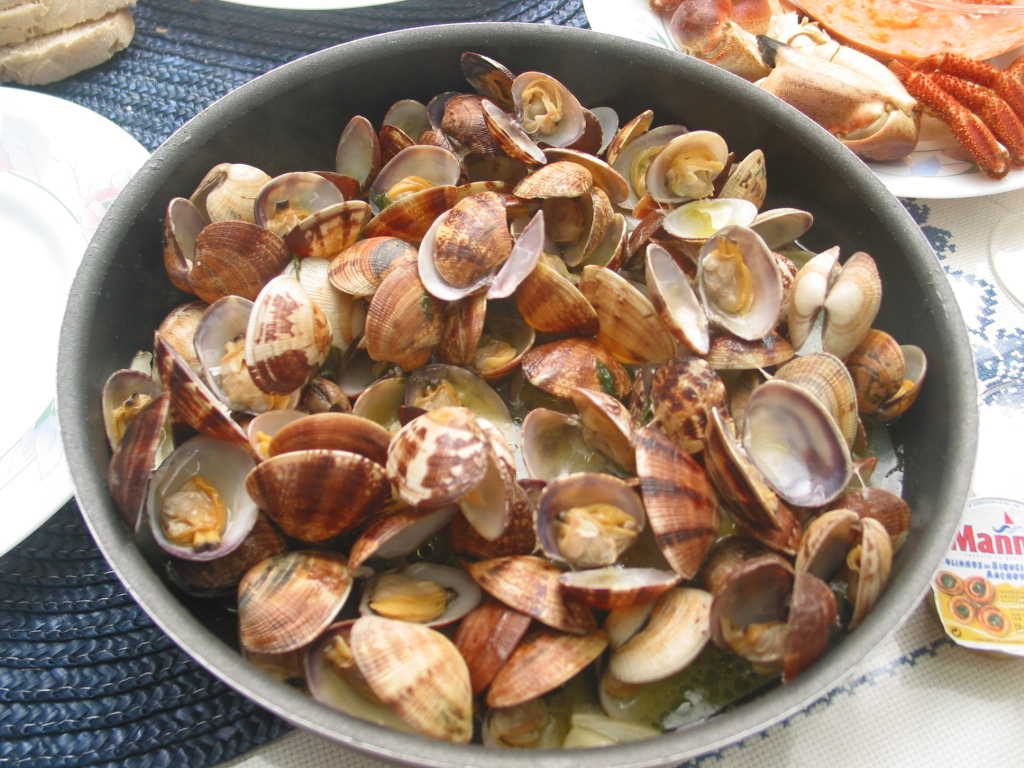
Amêijoas à Bulhão Pato.

É obrigatória a referência ao peixe consumido tradicionalmente em Portugal. Além da célebre sardinha portuguesa, o bacalhau, pescado em águas mais frias e afastadas, são os peixes mais usados pela cozinha lusitana. Não nos podemos esquecer, contudo, da grande variedade de mariscos, sem ser de viveiro, como o berbigão, o mexilhão, as conquilhas, etc.. As amêijoas são utilizadas não só como principal iguaria, ao natural ou à Bulhão Pato, mas também a acompanhar outras, como na carne de porco à alentejana. Existe ainda uma grande variedade de receitas de açordas e feijoadas de marisco.

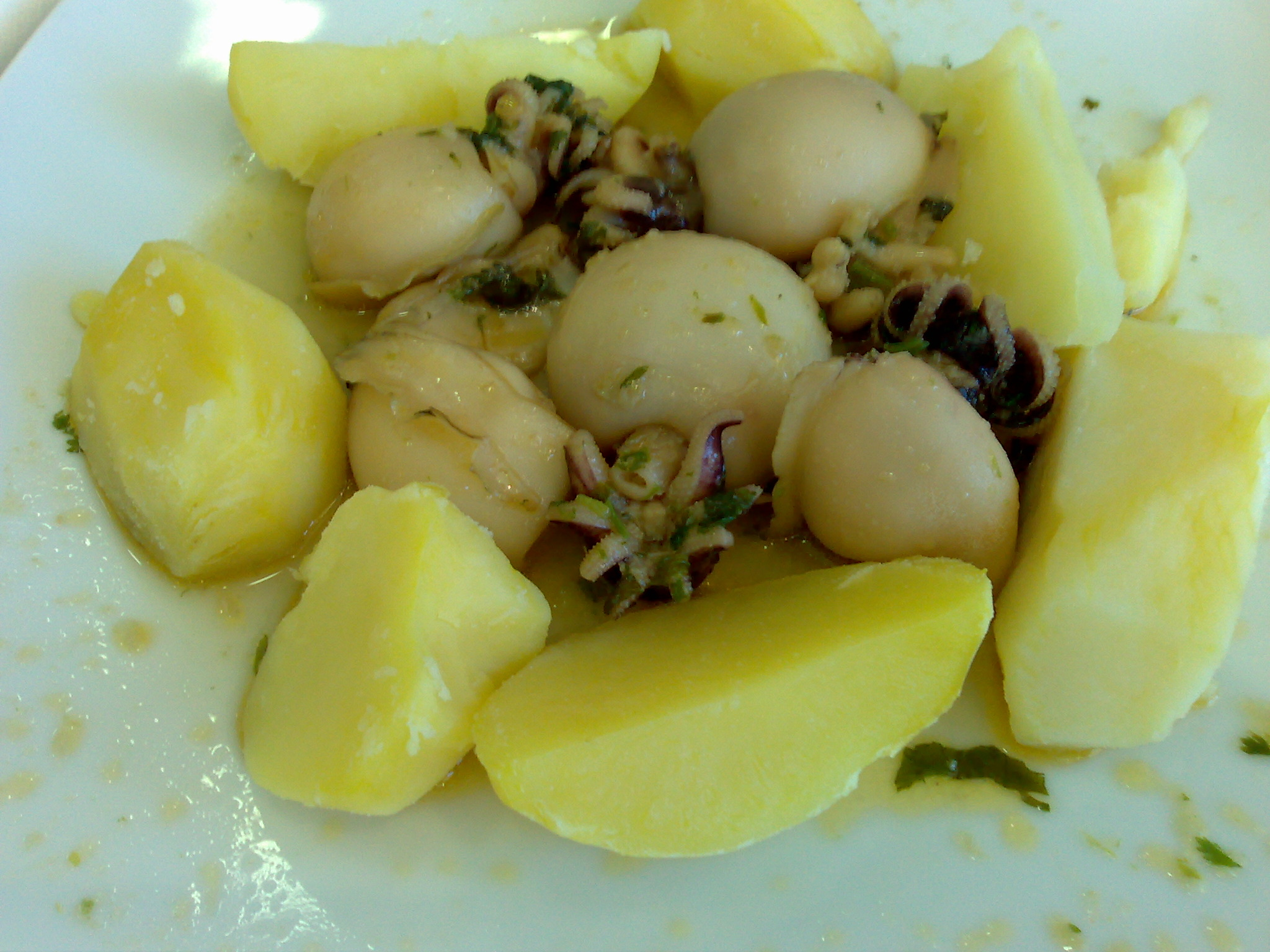
Choquinhos à algarvia

## Doçaria

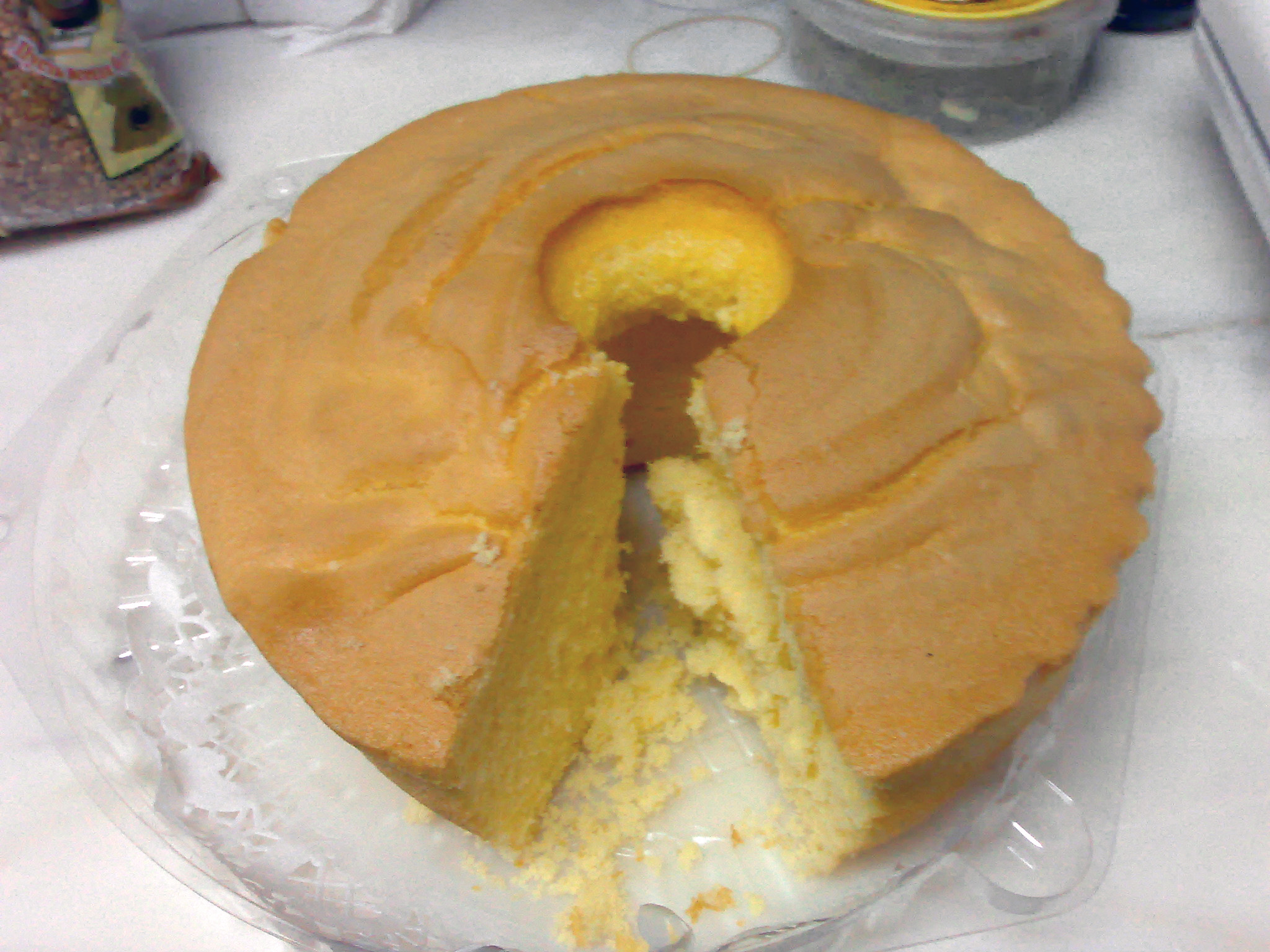
Pão-de-ló

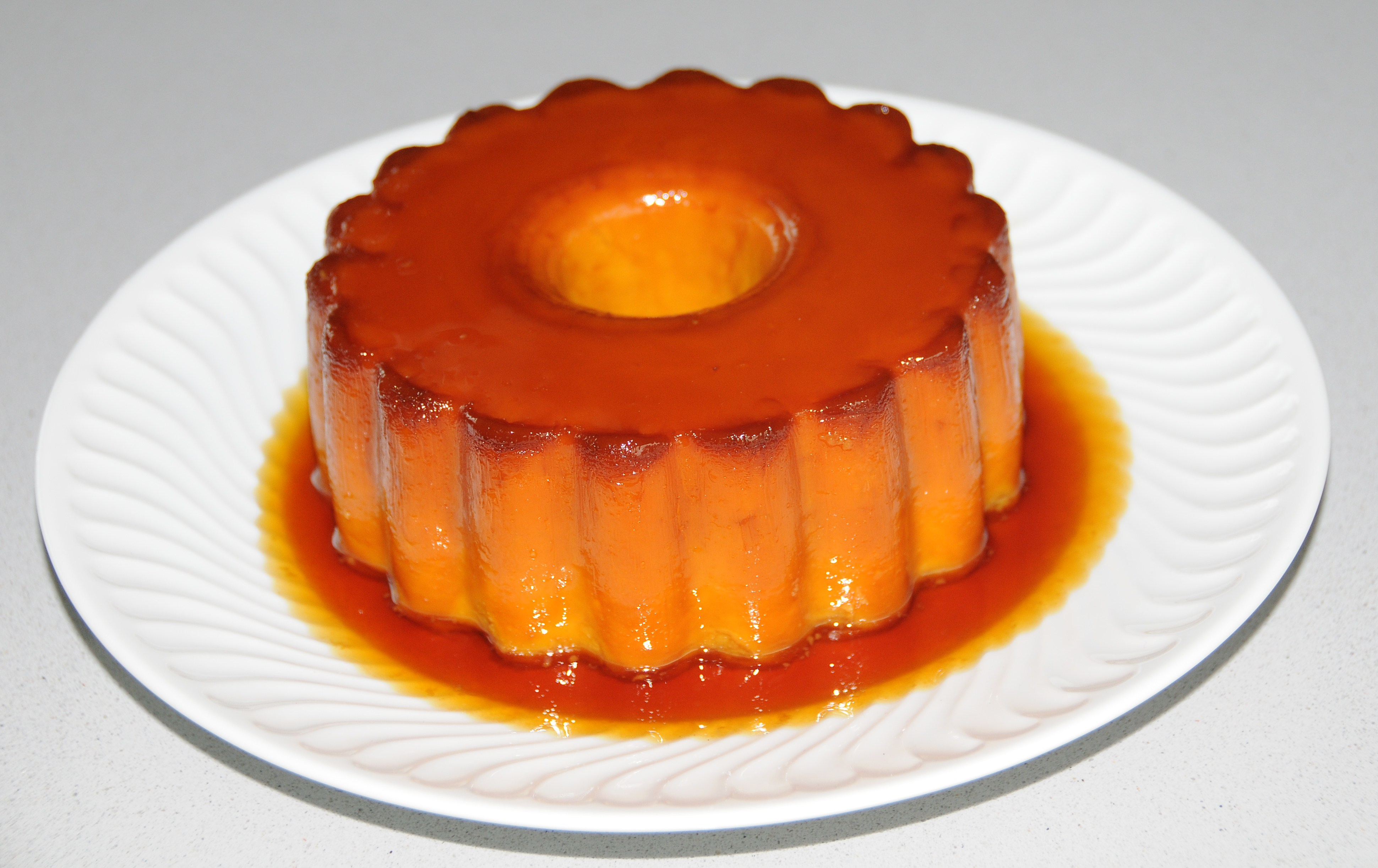
Pudim Abade de Priscos

A doçaria portuguesa tem grande parte da sua origem nos conventos e mosteiros portugueses no século XVI. O uso abundante de gemas de ovos em muitas destas especialidades está relacionado com o uso das claras de ovos nos conventos. As claras de ovos para a confecção de hóstias, para manterem seus hábitos (vestuário das religiosas) sempre engomados, e para a clarificação dos vinhos. Para não desperdiçarem as gemas e com o açúcar vindo do Novo Mundo, os frades e, principalmente, as freiras de Portugal aperfeiçoaram as receitas ancestrais. A criatividade conventual extravasava em doces ricos em açúcar, em gemas de ovos, em frutos secos e em amêndoas.
Entre outros doces que importa referir, há ovos moles de Aveiro, cuja fórmula e método de produção original se deve às freiras da Ordem dos Carmelitas no século XIX, o pastel de nata (incluindo os famosos pastéis de Belém que nasceram no Mosteiro dos Jerónimos), queijadas de Sintra, conhecidas desde o século XIII, e os agora já célebres travesseiros da Periquita, os pastéis de Tentúgal, os pastéis de Vouzela, queijadinhas de hóstia, as Tigeladas de Abrantes, o pudim Abade de Priscos, quartos de marmelada do Convento de Odivelas, barriga de Freira de Arouca, castanha doce de Arouca, cristas de galo (ou pastéis de Vila Real, pastéis de Toucinho, Viuvinhas), bolo de Dom Rodrigo (ou somente D. Rodrigo), fatias de Tomar (ou fatias da China), lampreia de Portalegre (ou lampreia de amêndoa, lampreia à antiga ou lampreia de Massapão), palha de Abrantes, trouxas de ovos das Caldas, rebuçados de ovos, atribuídos ao Convento de São Bernardo de Portalegre, pau de abóbora (ou abóbora coberta) entre outras especialidades mais ou menos conhecidas. No Algarve, principalmente, são típicos os doces de amêndoa e de figo seco; no Alentejo, a Sericá (ou sericaia), o pão de Rala, os nógados. No arquipélago dos Açores, na ilha da Graciosa são famosas as suas queijadas. De facto, quase todas as localidades têm o seu doce típico. No arquipélago da Madeira, destaca-se o chamado bolo de mel.

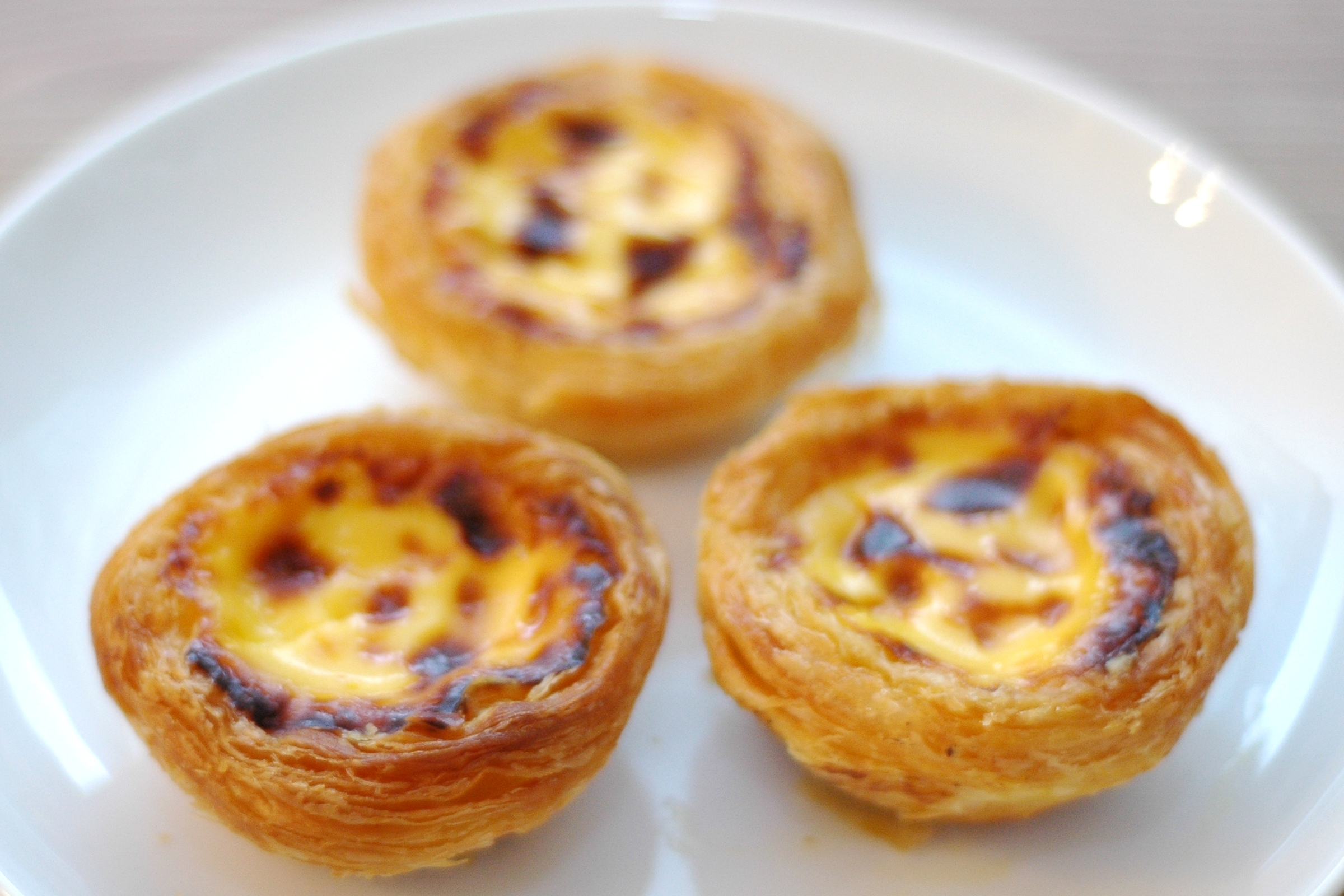
Pastéis de nata

## Gastronomia portuguesa no mundo

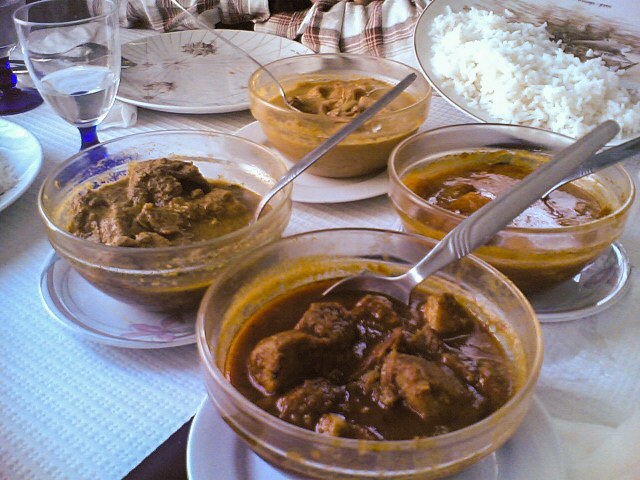
Vindalho em primeiro plano, com outros pratos de culinária de Goa ao fundo.

A presença portuguesa no mundo ao longo da história, principalmente durante os Descobrimentos do século XV e nos territórios do império português, influenciou em ambos os sentidos, com os Portugueses a importarem técnicas e novos ingredientes e a deixar também a sua marca em países tão distantes como o Brasil, Índia e Japão.
Da Ásia, onde eram conhecidas pelo nome narang, as laranjas terão chegado à Europa através de Portugal no tempo das cruzadas. Da Índia os Portugueses trouxeram depois laranjas doces, que plantaram ao longo das suas rotas no século XV, dada a sua importância no combate ao escorbuto que afectava os marinheiros. Desde então muitos países nomearem este fruto com o seu nome, como o Búlgaro portokal, Grego portokali (πορτοκάλι), Persa porteghal (پرتقال), e Romeno portocală. Também na língua napolitana da Itália, portogallo ou purtualle, no Turco Portakal, Árabe al-burtuqal (البرتقال), e Georgiano phortokhali (ფორთოხალი). Os portugueses também foram responsáveis pela introdução de vários outros tipos de frutas na Europa.

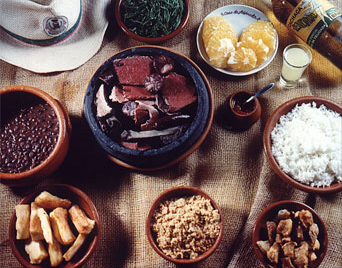
Feijoada brasileira com diversos acompanhamentos.

Para além das especiarias vindas da Ásia, cujo comércio os Portugueses dominaram - como a canela desde então muito presente na doçaria tradicional - a influência oriental na gastronomia portuguesa pode ver-se na tradicional "canja", um caldo de galinha e arroz tradicionalmente utilizado como terapia de convalescentes, que tem o seu paralelo no asiático congee, cujo nome, ingredientes e utilização são idênticos. Também do oriente os Portugueses trouxeram o Chá. Em breve a Europa começou a importar as folhas, com a bebida a tornar-se rapidamente popular, especialmente entre as classes abastadas em França e Países Baixos. O uso do chá, bem como da compota de laranja amarga (orange marmalade) em Inglaterra é atribuído a Catarina de Bragança, princesa portuguesa que casou com Carlos II de Inglaterra cerca de 1650.

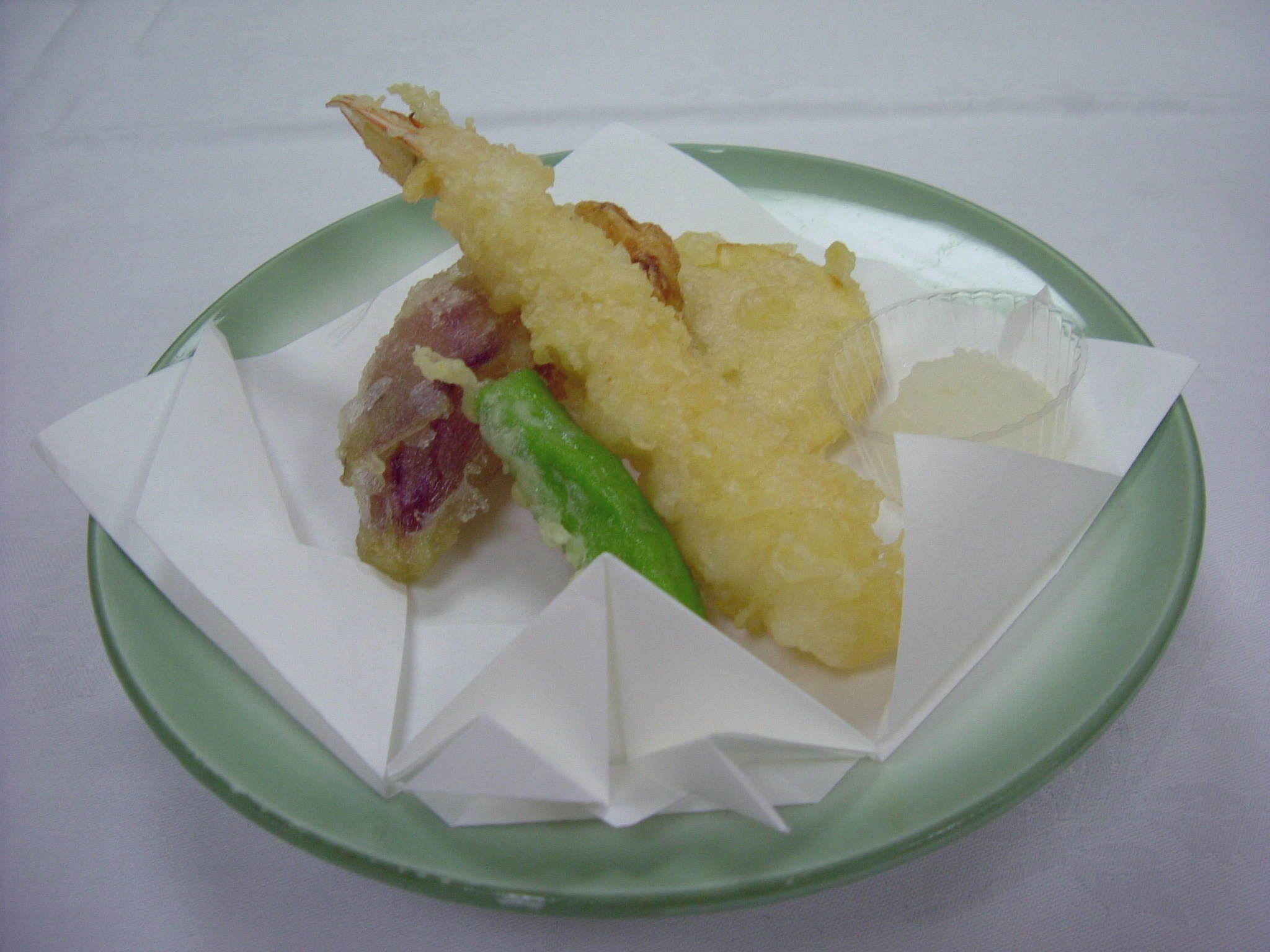
Tempura de camarão

Terão igualmente sido os Portugueses a levar a primeira pimenta malagueta do novo mundo para a Índia, através de Espanha, onde é hoje um ingrediente fundamental, baseado na sua forte presença na culinária de Goa, centro da presença portuguesa na Índia.

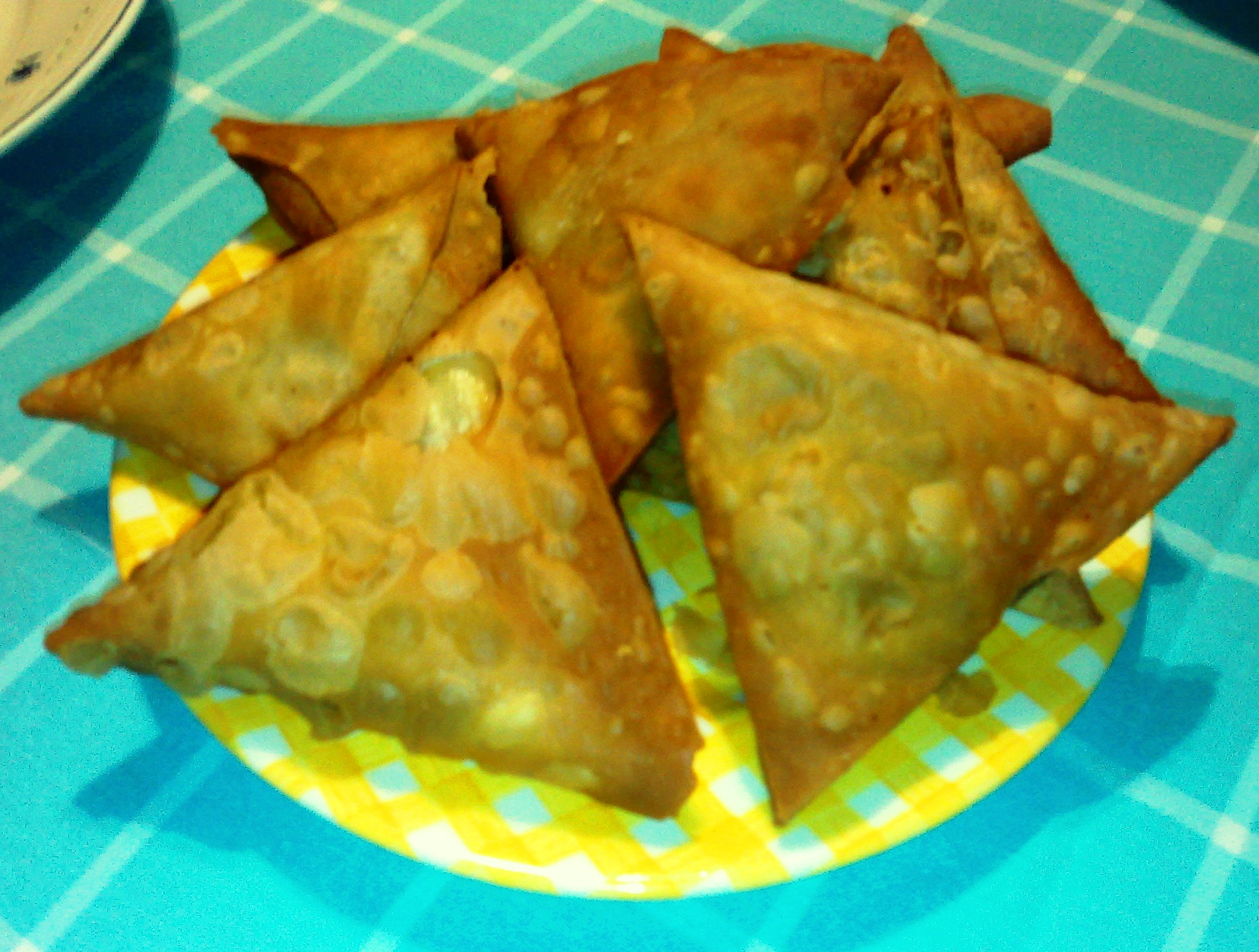
Chamuças de Goa

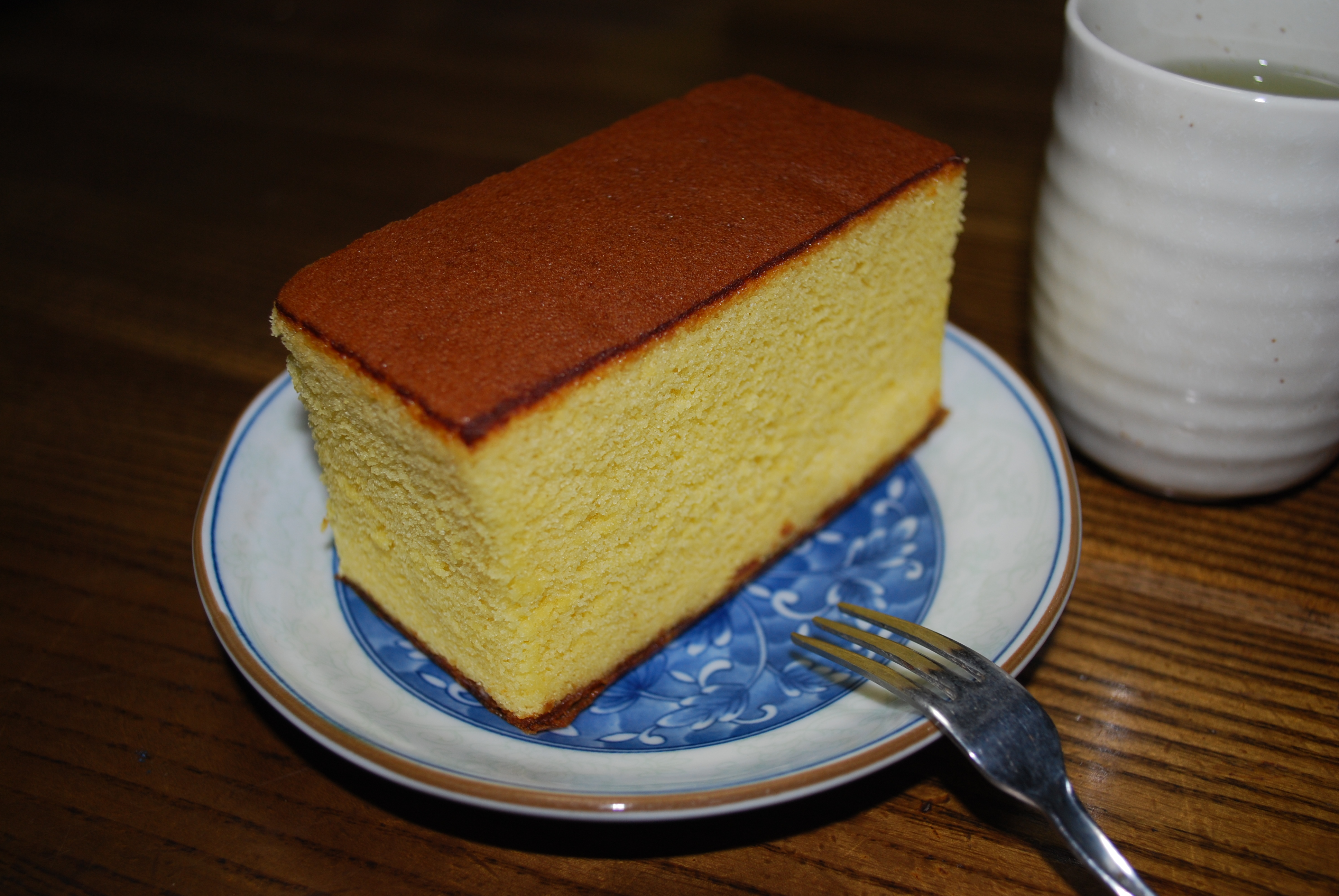
Bolo Castella de Nagasaki

Os Portugueses deixaram também a sua influência na culinária do Brasil, com variações da feijoada e da caldeirada. E em Goa, com pratos como o vindalho, cujo nome tem origem no tempero tradicional de marinada em vinha d'alhos, e na culinária macaense.
O comércio português estendeu-se ao Japão a partir de 1542. A doçaria portuguesa deixou marcas na culinária japonesa, onde introduziu pela primeira vez o açúcar refinado, originando os chamados Kompeito e ainda na adaptação dos fios de ovos e trouxas, que originaram a especialidade japonesa keiran somen (鶏卵素麺), ou "cabelos de anjo" Esta receita tornou-se também muito popular na Tailândia com o nome "Kanom Foy Tong". O tradicional "pão de ló" derivou em Nagasaki no bolo Castela (カステラ), Kasutera. A tempura, hábito de fritar alimentos envoltos em polme, foi introduzida no Japão em meados do século XVI por missionários portugueses, sendo inspirada no prato português peixinhos da horta.

## Dia Nacional da Gastronomia Portuguesa
Em 2015 foi aprovado pela Assembleia da República por unanimidade a instituição do Dia Nacional da Gastronomia Portuguesa (Projeto de Resolução n.º 1453/XII). Este dia ocorre em cada último domingo de Maio.
Este dia reconhece, assim, a importância da gastronomia enquanto elemento económico, cultural e social.